# A-104
A-104 (SA-8) — 14-й старт по программе Аполлон, 4-й орбитальный полет макета корабля Аполлон, использовалась ракета-носитель Сатурн-1, состоялся 25 мая 1965 года.

## Подготовка

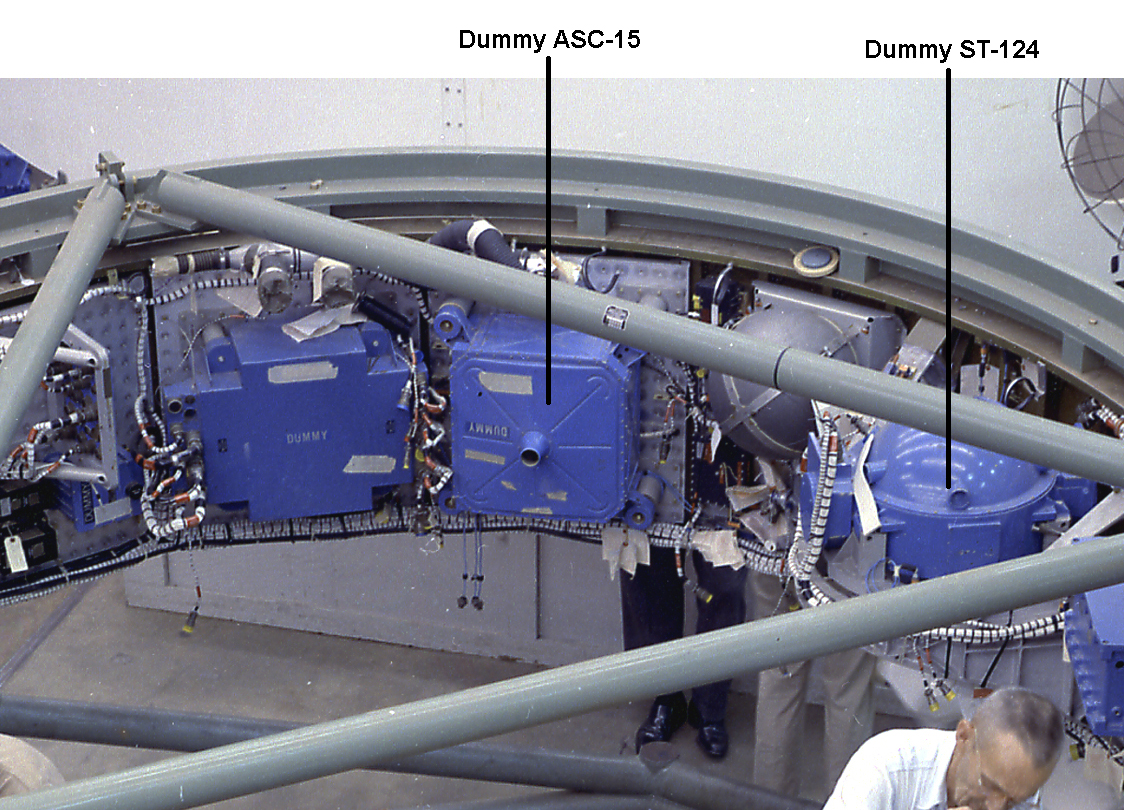
Сборка РН SA-8.

Основной задачей полёта было продолжение испытаний ракеты-носителя, проверка алгоритмов управления и точности выведения. Траектория запуска была подобна полёту A-103, как и ракета-носитель Сатурн-1 с полезной нагрузкой,  но на макете служебного модуля установили один из блоков двигателей ориентации, оснащённый датчиком температуры (четыре блока по четыре двигателя расположены на наружной поверхности служебного модуля и подвергаются большим аэродинамическим нагрузкам при выведении). В отличие от полёта A-101, два из четырёх двигателей были модернизированными опытными образцами.
Проверялась также совместимость Сатурна-1 с габаритно-весовым макетом Аполлона (BP № 26), состоящим из командного и служебного модулей, и системой аварийного спасения (САС). Внутри служебного модуля размещался спутник Пегас-2. После отделения первой ступени и запуска двигателей второй ступени отстреливалась система аварийного спасения. На орбите макет Аполлона весом 4 400,0 кг сбрасывался, а спутник Пегас-2 весом 1 451,5 (со второй ступенью — 10 500) кг оставался прикрепленным ко второй ступени и разворачивал две панели с детекторами метеорных частиц и солнечные батареи.

## Старт
Запуск A-104 — первый ночной старт Сатурна-1 — состоялся в 2:35:01 по местному времени (7:35:01 GMT) 25 мая 1965 года со стартового стола LC-37 базы ВВС США на мысе Канаверал. Система управления задержала пуск на 35 минут, чтобы время старта совпало с открытием пускового окна.
Запуск прошёл успешно, через 10 минут 35 секунд после старта полезный груз массой 15 473,0 кг был выведен на околоземную орбиту с перигеем 505 км, апогеем 747 км и наклонением 31,78°. Он включал макеты командного и служебного модулей космического корабля Аполлон, спутник Пегас-2, переходник, приборный отсек и ступень S-IV.
Фактическая траектория была близка к расчетной, макет космического корабля отделился спустя 806 секунд после старта. Несколько незначительных сбоев произошло в двигательной установке первой ступени S-I. Все задачи полёта были выполнены, пуск признан успешным.

## Спутник Пегас

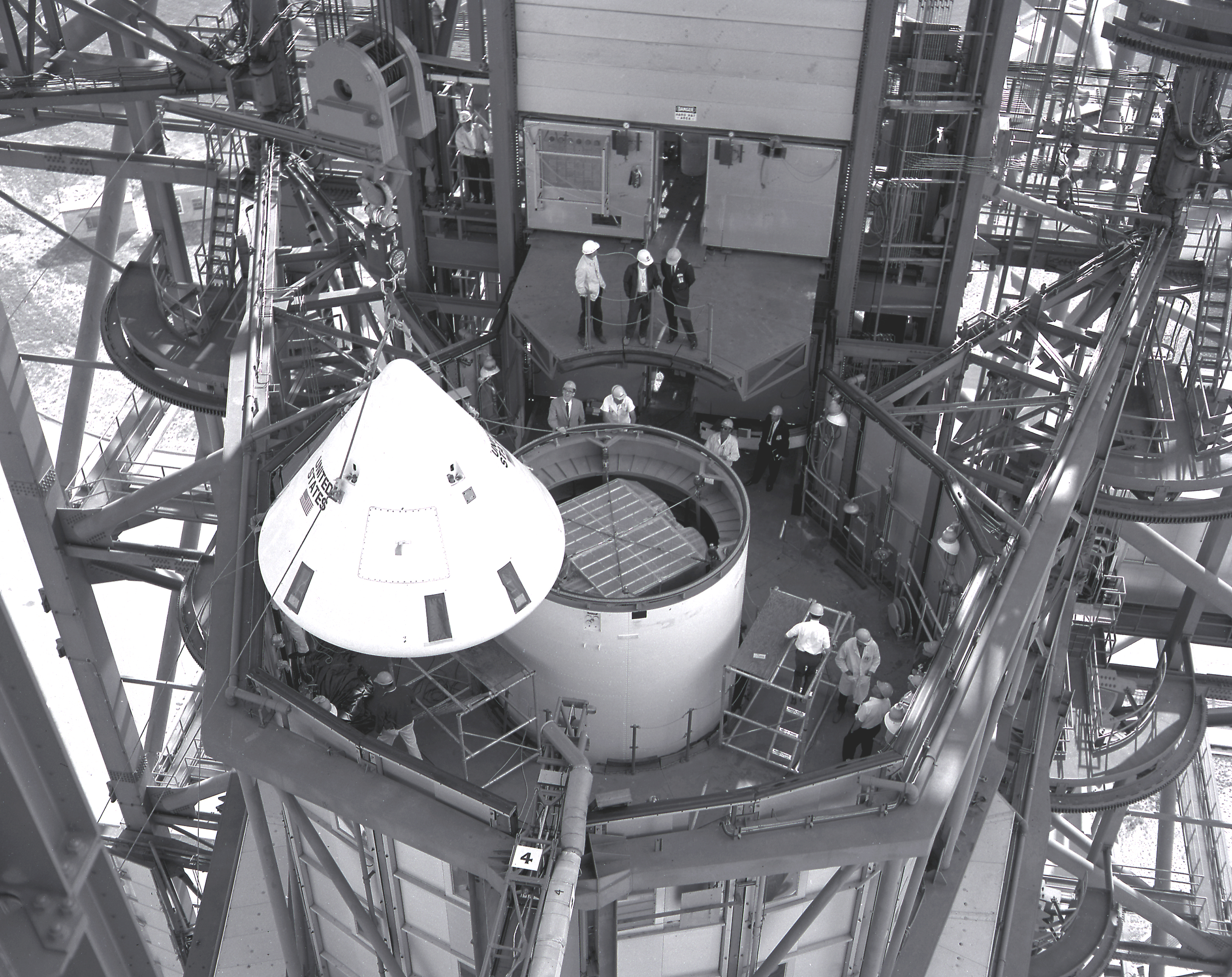
Спутник Пегас внутри макета корабля Аполлон.
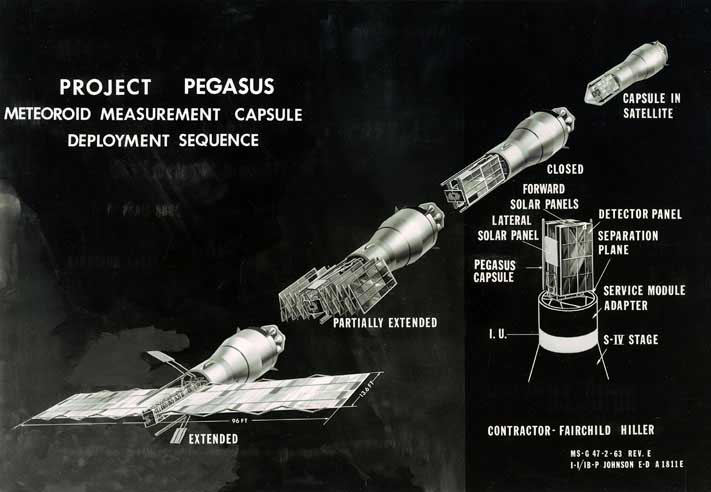
Схема выведения спутника Пегас на орбиту.
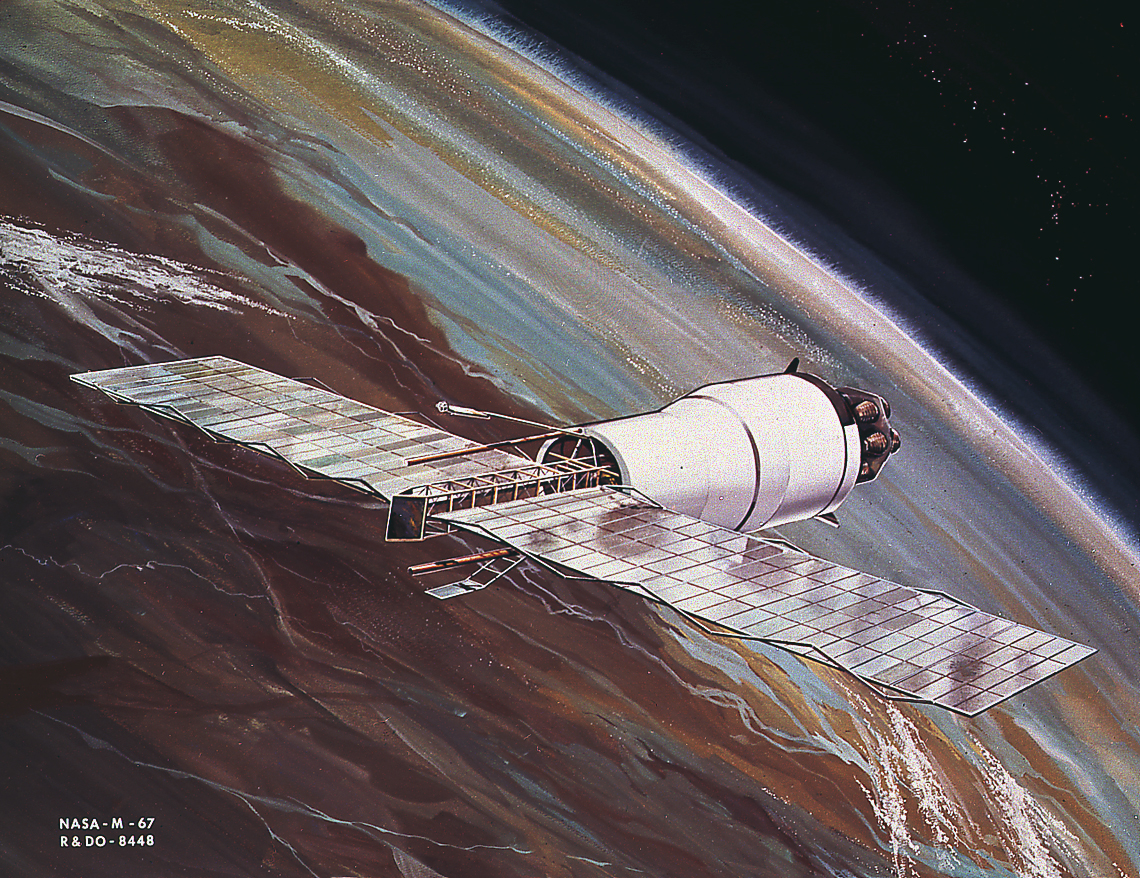
Спутник Пегас в космосе (рисунок).